# Prágai Kozmasz
Prágai Kozmasz (latinul: Cosmas Decanus), (1045 körül – 1125. október 21.) latin nyelven író középkori cseh pap, történetíró. Fő műve a Chronica Boëmorum, azaz a Csehek Krónikája.

## Élete és működése
Nemesi családba született 1045 körül. 1075 és 81 között tanulmányokat folytatott  Liège-ben. Csehországba visszatérve 
feleségül vett egy Božetěcha nevű nőt, akitől valószínűleg egy fia született. Pappá szentelték, majd 1086-ban prágai 
kanonok lett: ebben a minőségében a cseh udvar küldötteként számos helyen megfordult Európában. Fő műve a Csehek krónikája 
(Chronica Boëmorum).
A művet világkrónikának szánta: a bábeli toronnyal kezdte, utána áttért a cseh „mitológiában” fontos szereplők, elsősorban 
Přemysl-dinasztia alapítójáról értekezett.  Elbeszélésében 1125-ig jutott el, de hangsúlyozta, hogy a jelen eseményeiről nem 
akar hosszan értekezni, mert nem mindig lehet ezzel kapcsolatban kimondani az igazságot.
Felfogásában a cseh érdekek, a nemzeti dinasztia szószólója. Elítéli a Német-római Birodalom támadásait, illetve az akkor 
Csehországra támadó lengyeleket is. Kiemelkedő szerepet játszik nála a cseheket megtérítő Szent Vencel kultusza.  A cseh nemzeti érdek felismerése miatt a későbbi cseh nemzeti történetírás kiemelkedő alakja, František Palacký is szívesen hivatkozik rá. A magyar történelemre is fontos, bár sokszor nem túl megbízható forrás.

## Részlet
(A nép fejedelmet kért, de erre Libusa, Przemysl felesége így óvta őket)
A fejedelem belőletek és a tieitekből tetszése szerint szolgákat, parasztokat, terménnyel és pénzzel adózókat, esztergályosokat, kikiáltókat, szakácsokat, sütőket vagy molnárokat fog csinálni. Ispánokat, száznagyokat, falunagyokat, szőlőműveseket, földműveseket, szántókat, fegyverkovácsokat és különféle szűcsöket és szíjjártókat fog állítani. Fiaitokkal és leányaitokkal kénye kedve szerint fog elbánni; ökreitekből, kancáitokból, ménjeitekből és kisebb jószágaitokból a legjobbat magának fogja elvenni.

### Szakirodalom
- Niederhauser Emil: A történetírás története Kelet-Európában (História Könyvtár. Monográfiák 6. Budapest, 1995)

### Részletek magyarul
- Kristó Gyula (Szerk.): A magyar honfoglalás korának írott forrásai. Szeged, 1995. Szegedi Középkorász Műhely
- Kristó Gyula (Szerk.): Az államalapítás korának írott forrásai. Szeged, 1999. Szegedi Középkorász Műhely
- Makk Ferenc - Thoroczkay Gábor (Szerk.): Írott források az 1050-1116 közötti magyar történelemről. Szeged, 2006. Szegedi Középkorász Műhely (Szegedi Középkortörténeti Könyvtár 22.)
- Dobossy László: A cseh irodalom kistükre. Európa. 1990
- Györffy György: István király és műve. Gondolat Kiadó, Budapest, 1977
- Somogyi Andrea: Az őshaza és a pogány múlt ábrázolása Prágai Cosmas krónikájában. In: Kutatási Füzetek, 15. szám, 2009. JATE